# P4 Skaraborg

Kanalen sänder i huvudsak över det tidigare Skaraborgs län.

P4 Skaraborg är Sveriges Radios lokalradiostation som sänder över förutvarande Skaraborgs län. Redaktionen ligger på Norra Bergvägen 4 i Skövde. P4 Skaraborg sänder över frekvensen 100,3 MHz. Kanalen startade i oktober 1977 med huvudredaktion i Skövde samt lokalredaktioner i Lidköping och Mariestad. Lokalredaktionerna avvecklades under 1980- och 1990-talen. Centralredaktionen var mellan 1977 och 2000 belägen på Kyrkogatan, ett nytt radiohus byggdes på Norra Bergvägen och invigdes våren 2000.
Kanalen sänder över ett område som tidigare utgjorde Skaraborgs län, "landet mellan Vänern och Vättern" i Västergötland. Lokala nyheter sänds vardagar varje timme mellan klockan 06.30 och 17.30 samt lördag och söndag 08.30-13.30. Nöjesprogrammet "I Valemä" är ett av de lokala P4-kanalernas äldsta program. Västgötahumorn såg snart, efter tillkomsten på 70-talet, till att kalla lokalradiostationen för Radio "Baraskôj" istället för det korrekta Radio Skaraborg.
Kommunerna som P4 Skaraborg rapporterar om och ifrån är Essunga, Falköping, Grästorp, Gullspång, Götene, Habo, Hjo, Karlsborg, Lidköping, Mariestad, Mullsjö, Skara, Skövde, Tibro, Tidaholm, Töreboda, Vara.
Populära program under årens lopp har varit "I Valemä", "Ord om orden", "Önskeronden med Claes Astin", "Svarbanken", "Ventilen", "Grattis", "Jobbing", "Lantbruksronden", "Mitt på da'n", "Nilssons vardag", "Gomorron Skaraborg" och "Skaraborg Idag/Direkt".
Några journalister som senare blev kända i hela Sverige inledde sina karriärer vid P4 Skaraborg och var anställda där. Några av dessa är Vladislav Savic vid SR Ekot, Unni Jerndal på TV4, samt Tina Thunander på SVT. Såväl komikern Robert Gustafsson som Lotta Bromé hördes i SR Skaraborg långt innan de blev kända för en större allmänhet.
Sixten Bengtsson, mer känd som "Västgöta-Bengtsson", hade en egen programserie sent 1980-tal.
Kajsa Hallberg är kanalchef sedan 2019. Tidigare lokalradiochefer har varit Thomas Körling, Tom Lundgren, Ulf Mattsson, Daniel Rundqvist, Gabriel Byström och Calle Sundblad.
2024 utfärdades ett stort sparpaket för Sveriges Radio på 225,5 miljoner kr. För P4 Skaraborg innebar det att administration samt en arbetsledartjänst försvann.